# Hourquette d'Alans
Pour les articles homonymes, voir Hourquette.
La hourquette d’Alans est un col de montagne pédestre des Pyrénées à 2 430 mètres d'altitude, dans le Lavedan, dans le département français des Hautes-Pyrénées en Occitanie.
Elle relie la vallée de Gavarnie à l’ouest, à la vallée d'Estaubé

## Toponymie
Hourquette est un nom féminin gascon /hurketɵ/, dérivé de hourque « fourche », du latin furca. L'idée de fourche est un passage en « V », en principe plus resserré qu'un col et moins marqué qu'une brèche.
En occitan, allanz signifie « porte, battant de porte ». Donc la hourquette d’Alans qui donne le « port de la porte » est une tautologie.

## Géographie

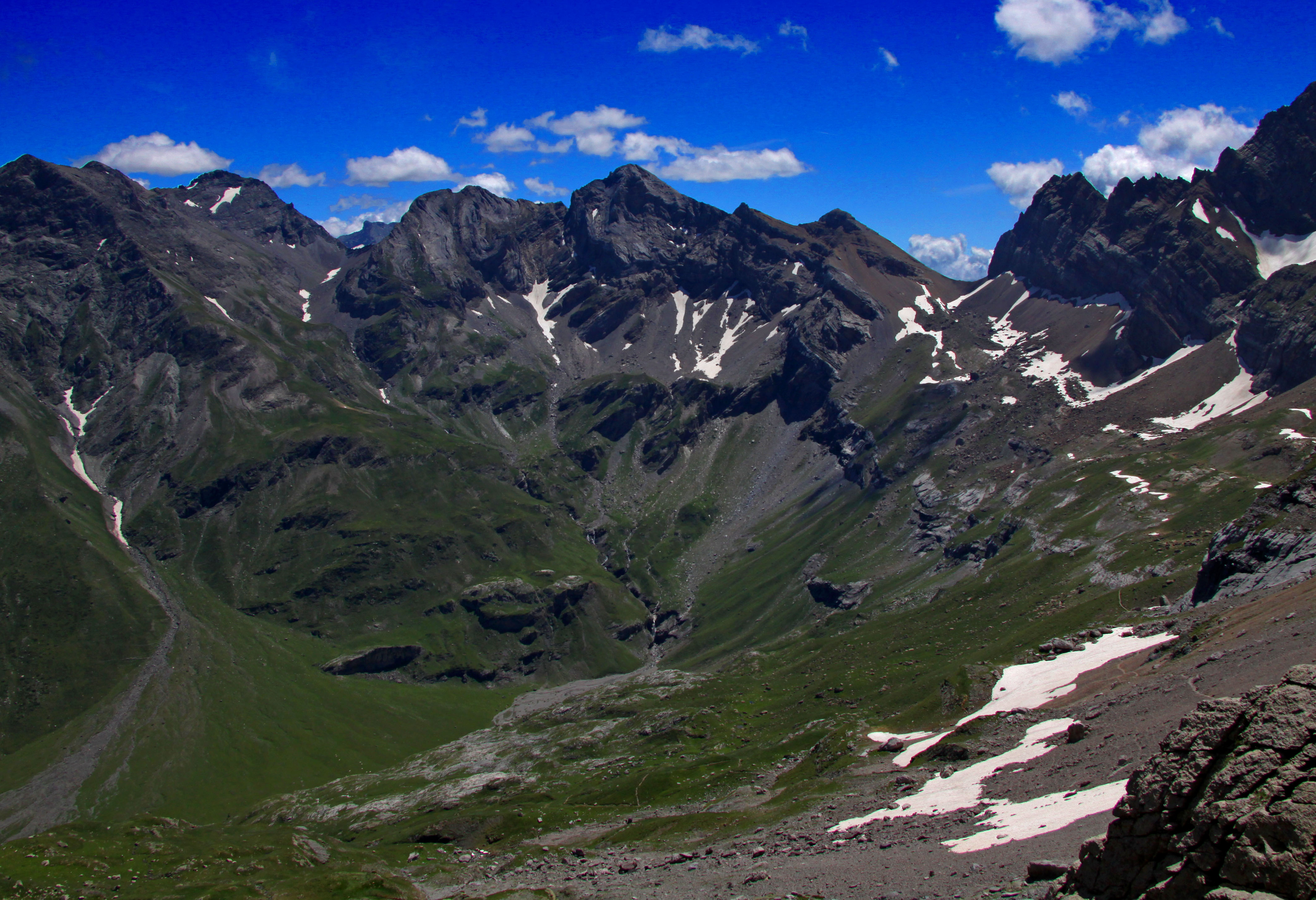
Vue du cirque d'Estaubé depuis la hourquette d'Alans.

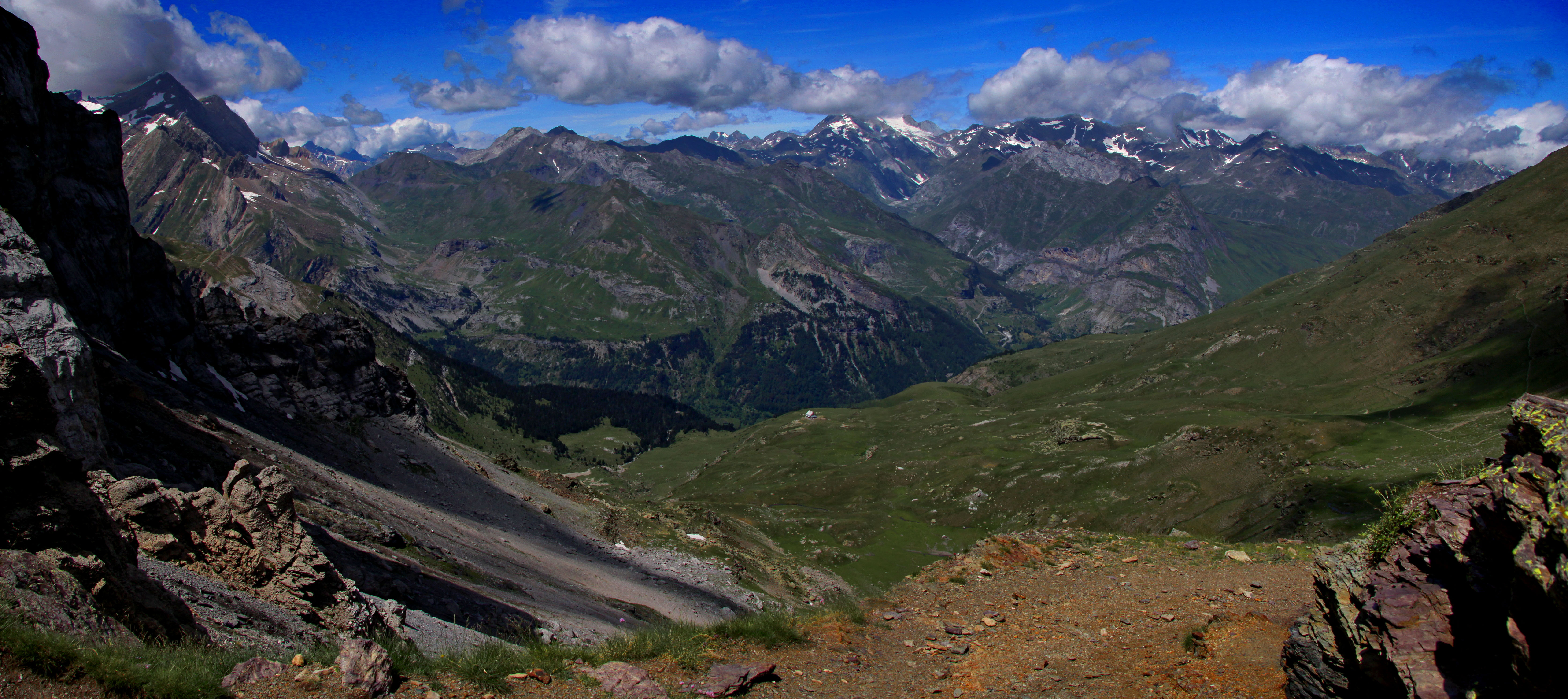
Vue de la vallée de Gavarnie depuis la hourquette d'Alans.

La hourquette d’Alans est située entre le pic du Piméné (2 801 m) au nord et le pic Rouge de Pailla (2 780 m) au sud. Elle surplombe Gavarnie à l’ouest.

## Protection environnementale
Le col est situé dans le parc national des Pyrénées et fait partie d'une zone naturelle protégée, classée ZNIEFF de type 1 et de type 2.

## Voies d'accès
Le versant ouest est accessible depuis Gavarnie suivre le sentier du cirque de Gavarnie puis la direction du refuge des Espuguettes au pied de la hourquette.
Sur le versant est, depuis le parking du barrage des Gloriettes à Héas, prendre le sentier de la vallée d'Estaubé en direction du refuge de Tuquerouye puis la hourquette au pied du cirque d'Estaubé.